# Catch That Kid
Catch That Kid (br: Ninguém Segura Essas Crianças ou Segurem Essas Crianças / pt: Apanhem Essa Garota) é um filme de assalto de aventura e comédia infantil dos Estados Unidos produzido em 2004 e estrelado por Kristen Stewart, Corbin Bleu, Max Thieriot, Jennifer Beals, e Sam Robards. É um remake do blockbuster dinamarquês Klatretøsen (2002). Os títulos de trabalho do filme foram Mission Without Permission (também o título do filme no Reino Unido, bem como parte de um dos slogans), Catch That Girl e Catch That Kid!. Uma romantização da história foi lançada em conjunto com o filme. O romance foi escrito pela autora americana de fantasia e ficção científica Suzanne Weyn.
Catch That Kid abriu em #6 no fim de semana de 6 de fevereiro de 2004 arrecadando US$5,8 milhões em seu primeiro fim de semana de abertura. O filme passou duas semanas no top 10 das bilheterias dos EUA. O filme faturou US$16,7 milhões nos Estados Unidos e US$226,963 em outros países, totalizando US$16,9 milhões, contra um orçamento de US$12 milhões.
Em Rotten Tomatoes, o filme recebeu uma classificação de aprovação de 13% com base em 86 avaliações, com uma pontuação média de 3,82/10. O consenso crítico do site diz: "Um filme de assalto sem imaginação destinado estritamente ao cenário pré-adolescente". Em Metacritic, o filme tem uma pontuação de 33 em 100, com base em 27 críticos, indicando "geralmente avaliações desfavoráveis".
Os críticos em geral expressaram antipatia em relação à moral questionável do filme e à falta de originalidade, comparando-a desfavoravelmente à trilogia Spy Kids. Apesar dessas críticas negativas, Roger Ebert, da Ebert & Roeper e do Chicago Sun Times, elogiou o filme, afirmando que é tão divertido quanto Spy Kids, Kim Possible e mais divertido do que Agent Cody Banks.

## Sinopse
Maddy (Kristen Stewart), Gus (Max Thieriot) e Austin (Corbin Bleu): três adolescentes em uma missião altamente secreta! Eles são amigos pra valer e têm talentos muitos especiais: uma campeã em escalada, um mago da mecânica e um gênio da computação. O desafio: abrir o cofre de um banco de alta tecnologia e fazer um incrível assalto - tudo isso para salvar o pai de Maddy que está muito doente. Eles têm um plano perfeito, e nem têm idade para dirigir!

## Elenco
- Kristen Stewart (Madeline "Maddy" Rose Phillips)
- Corbin Bleu (Austin)
- Max Thieriot (Gus)
- Jennifer Beals (Molly Phillips)
- Sam Robards (Tom Phillips)
- Grant Hayden e Sean Avery Scott (Maxwell "Max" Phillips)
- John Carroll Lynch (Al Hartmann)
- James Le Gros (Ferrell)
- Michael Des Barres (Donald Brisbane)
- Stark Sands (Chad)
- Christine Estabrook (Sharon)
- Kevin G. Schmidt (Skip)
- Audrey Wasilewski (enfermeira)